# Station Westerfield
Westerfield is een spoorwegstation van National Rail in Westerfield, Suffolk Coastal in Engeland. Het station is eigendom van Network Rail en wordt beheerd door Greater Anglia. 